# Федорівка (стоянка)
Федорівка — двошарова археологічна пам'ятка, розташована біля села Федорівка Маріупольського району Донецької області на правому березі річки Каратиш (притока Берди). Відкрита 1972, досліджувалася 1980—85 О.Кротовою.
Розкопана площа 150 м2.
Датується пізнім періодом верхнього палеоліту (шар 2: 15200 ± 110 Кі-10354; шар 1: 14600 ± 110 Кі-10355).
Нижній культурний шар завтовшки 0,15—0,20 м залягав у бурому суглинку на глибині 2,3—2,5 м, включав крем'яні вироби, залишки заглибленого вогнища, плями попелу, дрібні фрагменти кісток тварин, каміння.
Верхній культурний шар завтовшки 0,10—0,15 м залягав у бурому лесоподібному суглинку на глибині 1,9—2,0 м, включав кілька скупчень знахідок із крем'яними виробами, каменями-ковадлами з граніту та пісковику, плямами попелу, дрібними фрагментами кісток тварин.
Обидва шари інтерпретуються як базові табори. Техніці обробки кременю притаманні епіграветські культурно-технологічні традиції.
Простежується генетичний зв'язок із пам'ятками Кам'яні Балки I—III (кам'янобалківська культура) в Нижньому Подонні.